# Limnephilus petri
Limnephilus petri är en nattsländeart som beskrevs av Marinkovic-gospodnetic 1966. Limnephilus petri ingår i släktet Limnephilus och familjen husmasknattsländor. Inga underarter finns listade i Catalogue of Life.